# Велика награда Кине 2008.
Велика награда Кине 2008. године је била трка у светском шампионату Формуле 1 2008. године која се одржала на аутомобилској стази у Шангају, 12. октобра 2008. године.
Победник је био Луис Хамилтон, другопласирани Фелипе Маса, док је трку као трећепласирани завршио Кими Раиконен.